# عشق بازگشته
عشق بازگشته (انگلیسی: Way Back Love؛
 کره‌ای: 내가 죽기 일주일 전) مجموعه تلویزیونی محصول کره جنوبی سال ۲۰۲۵ ساختهٔ رو دوک، به نویسندگی سونگ هیون جو و جانگ این جونگ، به کارگردانی چوی ها نا و با بازی گونگ میونگ و کیم مین ها است. این مجموعه بر پایه رمانی با همین نام اثر سو اون چه است. عشق بازگشته در ۳ آوریل ۲۰۲۵ از تیوینگ پخش شد و همچنین برای استریم در ویکی و ویو در مناطق منتخب قابل دسترسی است.

## داستان
عشق بازگشته داستان دختری ۲۴ ساله به نام جونگ هی وان را روایت می‌کند که به صورت یک هیکی‌کوموری در انزوای مطلق زندگی می‌کند و هیچ انگیزه‌ای برای ادامهٔ حیات ندارد و دوست دوران کودکی و اولین عشقش، کیم رام وو، که در قالب فرشته مرگ برایش ظاهر می‌شود، به او اعلام می‌کند که یک هفته دیگر خواهد مرد.

## بازیگران

### اصلی
- گونگ میونگ در نقش کیم رام وو[۲]
- کیم مین ها در نقش جونگ هی وان[۲]

### مکمل
- جونگ گون جو در نقش لی هونگ سوک[۲]
- اوه وو ری در نقش یون ته کیونگ[۲]
- کو چانگ سوک در نقش جونگ ایل بوم[۲]
- سو یونگ هی در نقش کیم جونگ سوک[۲]
- جون چه اون در نقش جونگ هی جو[۳]
- جون جون هو در نقش سونگ هو[۴]

### حضور ویژه
- شیم اون کیونگ در نقش یونگ هیون[۵]
- کریستال جانگ در نقش فرشته مرگ ارشد[۶]